# Popular 1
Popular 1 Rock and Roll Magazine, conocida entre sus seguidores habituales como Popu, es una pionera e influyente publicación mensual española dedicada a la música rock.
Es de las más antiguas de Europa en su género.'.

## Historia

### Los años 70
La revista fue fundada en Barcelona en 1973 por el fotógrafo, dibujante y periodista José Luis Martín Frías (alias Martin J. Louis) junto a su pareja, la modelo Bertha M. Yebra, contando en el equipo de redacción con destacados periodistas musicales como Jordi Sierra i Fabra en Barcelona, Julián Ruiz en Madrid y Daniel D'Almeida en Londres.
Los primeros números fueron particulares, dado que mezclaban el mundo de las modelos con el de la música. En esas primeras portadas aparecían famosos músicos como Nino Bravo o Marisol, pero a partir del quinto número se centraron en el rock. La primera entrevista a un músico de fama internacional fue a Wilson Pickett.
Durante los años 70, la línea editorial aunaba diversas tendencias, cubriendo los acontecimientos más relevantes de la época. París, Londres, Nueva York y Los Ángeles eran los escenarios elegidos, debido a la escasez de conciertos de rock en España durante los últimos años del franquismo y los primeros del posfranquismo, mientras que grupos como Led Zeppelin, The Rolling Stones, Deep Purple, Pink Floyd, Yes, Genesis y un largo etcétera formaban parte de la gama de estilos cubiertos. Dentro esa línea musical se informaba puntualmente de todo lo relacionado, cronológicamente, con el desarrollo del rock sinfónico, el nacimiento del punk y la aparición de la new wave.
Diversos redactores y fotógrafos fueron imprimiendo su estilo: Jaime Gonzalo, Ramón Porta, Jordi Tardà, César Malet, Nando Cruz o Jordi Bianciotto... pasando a ser Popular 1 el medio gráfico más importante de la escena roquera en España, y uno de los más reconocidos en Europa, contando con uno de los archivos fotográficos y literarios más importantes de la época.
Una de las secciones más seguidas por los lectores eran las páginas MQM ("Mis Queridos Melódicos") de la redactora Bertha M. Yebra, quien además protagonizaba Bertha ficción, una enloquecida fotonovela con guion de Jordi Sierra i Fabra, quien dirigió durante varios años la publicación. 
La protagonista era Bertha junto a roqueros emblemáticos como Lou Reed, miembros de Queen, Jethro Tull o The Damned, entre otros. Estos personajes se prestaban a participar en sesiones fotográficas con la propia Bertha en escenarios que ilustraban las historias.
Del mismo modo, Martín Frías creó un formato diferente de revista musical, captando con su cámara fotográfica y sus entrevistas la esencia del rock and roll del momento.

### Los años 80
Durante los años 80, se cubrieron todo tipo de estilos: desde el hard rock angelino, el rock alternativo o las estrellas en solitario como Michael Jackson, Pat Benatar o Bruce Springsteen. A partir de 1984 comenzó a colaborar un nuevo redactor, César Martín (hijo de los fundadores), lo que supuso un giro hacia el heavy metal y el hip-hop más duros de esa época. César acabaría convirtiéndose en una de las figuras más destacadas de la revista, al responsabilizarse de la sección del correo, y otra muy especial denominada No me Judas, Satanás. 
Esta sección, que tiene su continuidad en la actualidad, inicialmente se iba a llamar Cristo, No me Judas, siendo descartado para evitar posibles enfrentamientos con sectores religiosos; la sección estaba ilustrada con un dibujo que representa a un Cristo atado al mástil de una guitarra eléctrica, y se centraba en temas de un espectro muy variado, desde estrellas de cine a vidas de psychokillers, pornostars, personajes del mundo de la Serie B, o frikis con una existencia inusual. 
El NMJS tendría una larga continuidad a lo largo de las dos décadas siguientes, convirtiéndose en un auténtico sello distintivo de la publicación.
Cabe destacar asimismo la participación de músicos españoles como Loquillo  o Alaska (cobró popularidad la entrevista de esta última a Ozzy Osbourne, llegando a ser portada de la edición de abril de 1992 una foto de su encuentro) como redactores ocasionales. A lo largo de la historia de Popular 1, diversos personajes de la escena musical o literaria colaborarían en un momento u otro de esta manera. La revista se empezó a caracterizar por el abandono de un estilo de distanciamiento periodístico para adoptar un tratamiento de fan de las formaciones o movimientos musicales expuestos, en los que se daba preferencia a los grupos a los que los redactores eran aficionados, evidentemente un estilo más pasional que descriptivo.

### Finales de los 80 y primeros 90
A finales de la década se dedicó especial atención a los nuevos grupos de rock de fusión, además de focalizar el interés en dos nuevas bandas por los que los redactores no ocultaban su devoción: Guns n' Roses y Jane's Addiction. Llegados los 90, con la explosión del grunge, se publicaron numerosos artículos y portadas de bandas como Soundgarden, Alice in Chains o Pearl Jam, además de hacer un atento seguimiento de la carrera de grupos que conectaban de manera especial con la línea editorial, como Blind Melon, Urge Overkill o Screaming Trees, y ser una de las primeras publicaciones en España que publicitó a Tool, el stoner rock de Kyuss y la carrera de Marilyn Manson. 
También se hizo eco del fenómeno brit pop, con especial dedicación a Oasis. En esta época la revista era muy ecléctica, y junto a los grandes grupos grunge se apoyaba a artistas como PJ Harvey, Beck, Tori Amos o Redd Kross.

### Finales de los 90 hasta la actualidad
Una vez extinto el período grunge, la revista se centró más en el hard rock, estilo al que siempre había prestado gran atención; se le dio gran cobertura al regreso a los escenarios de la formación original de Kiss, al nuevo rock sueco encabezado por Backyard Babies, y durante los últimos 90 y hasta mediados de los 2000, al "revival" de algunas bandas angelinas como L.A. Guns o Mötley Crüe, cuyas nuevas giras y álbumes gozaron de un estrecho seguimiento.